# Brasa Editora
Brasa Editora é uma editora brasileira de quadrinhos fundada em 7 de setembro de 2021 pelo editor Sandro Gomes, mais conhecido como S. Lobo ou apenas Lobo, e a designer Samantha Desimon.
A editora, que tem sede em Porto Alegre, estreou em 2021 com os romances gráficos Brega Story, de Gidalti Jr., e Lovistori, de Lobo e Alcimar Frazão. Ambos foram viabilizados através de financiamento coletivo e produzidos com apoio do ProAc.
O nome da editora foi sugestão do diplomata Igor Trabuco. Lobo queria um nome que remetesse ao Brasil (já que seu principal objetivo com a editora seria estimular a produção de HQs brasileiras) e Trabuco sugeriu o nome "Brasa" porque, entre outras coisas, faz referência à cor vermelha do nome do país (que vem de pau-brasil).
A Brasa foi finalista do Troféu HQ Mix de editora do ano em 2023.